# 毛爾斯塔德角
65°39′S 66°5′W / 65.650°S 66.083°W
毛爾斯塔德角（Maurstad Point），是南極洲的海岬，位於雷諾島以西，處於斯皮爾許奈德角東北面12公里，屬於比斯科群島的一部分，在1957年被繪入阿根廷地圖，現時由南極條約體系管理。